# Boruszowice

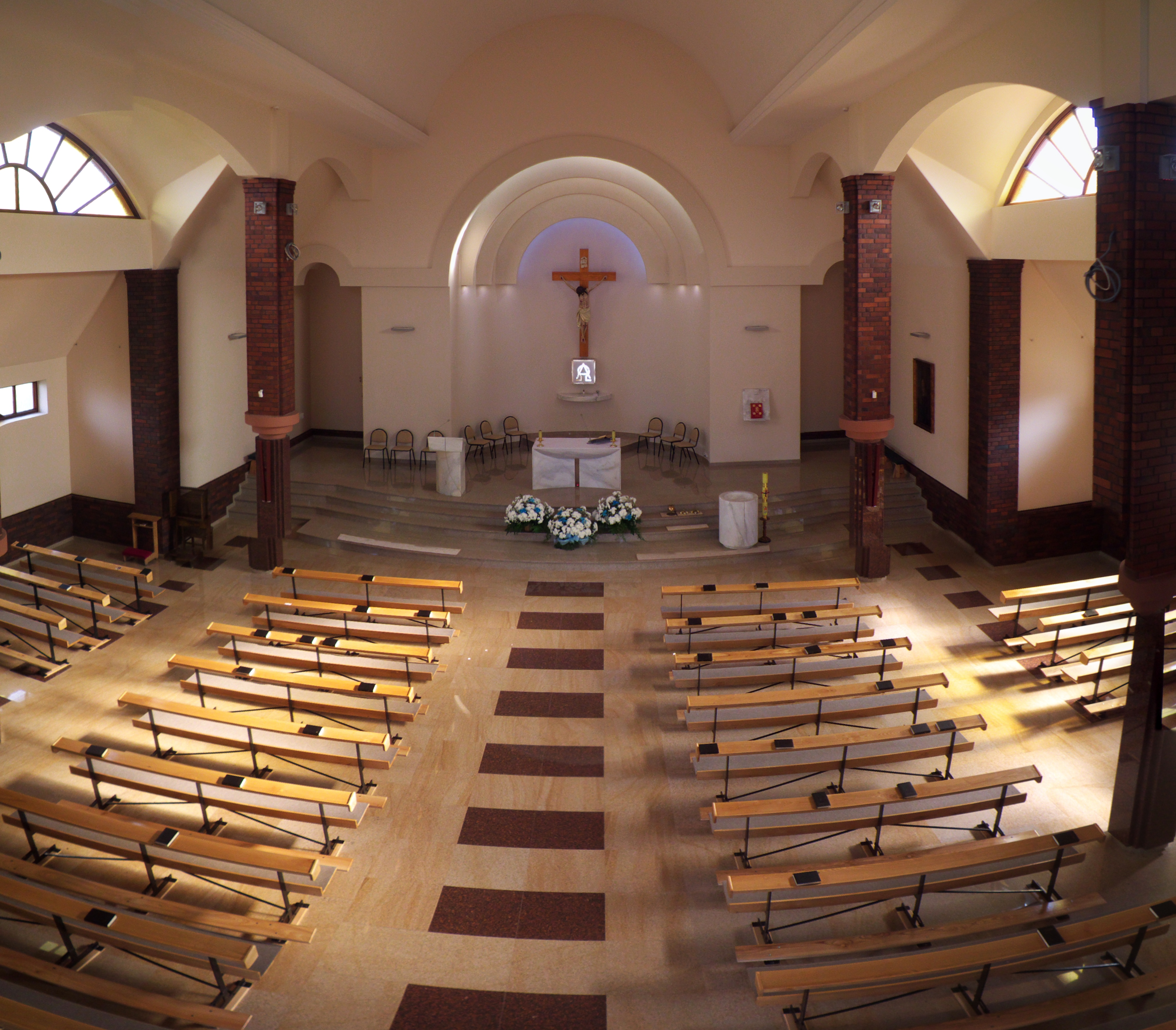
Innenansicht der modernen Kirche

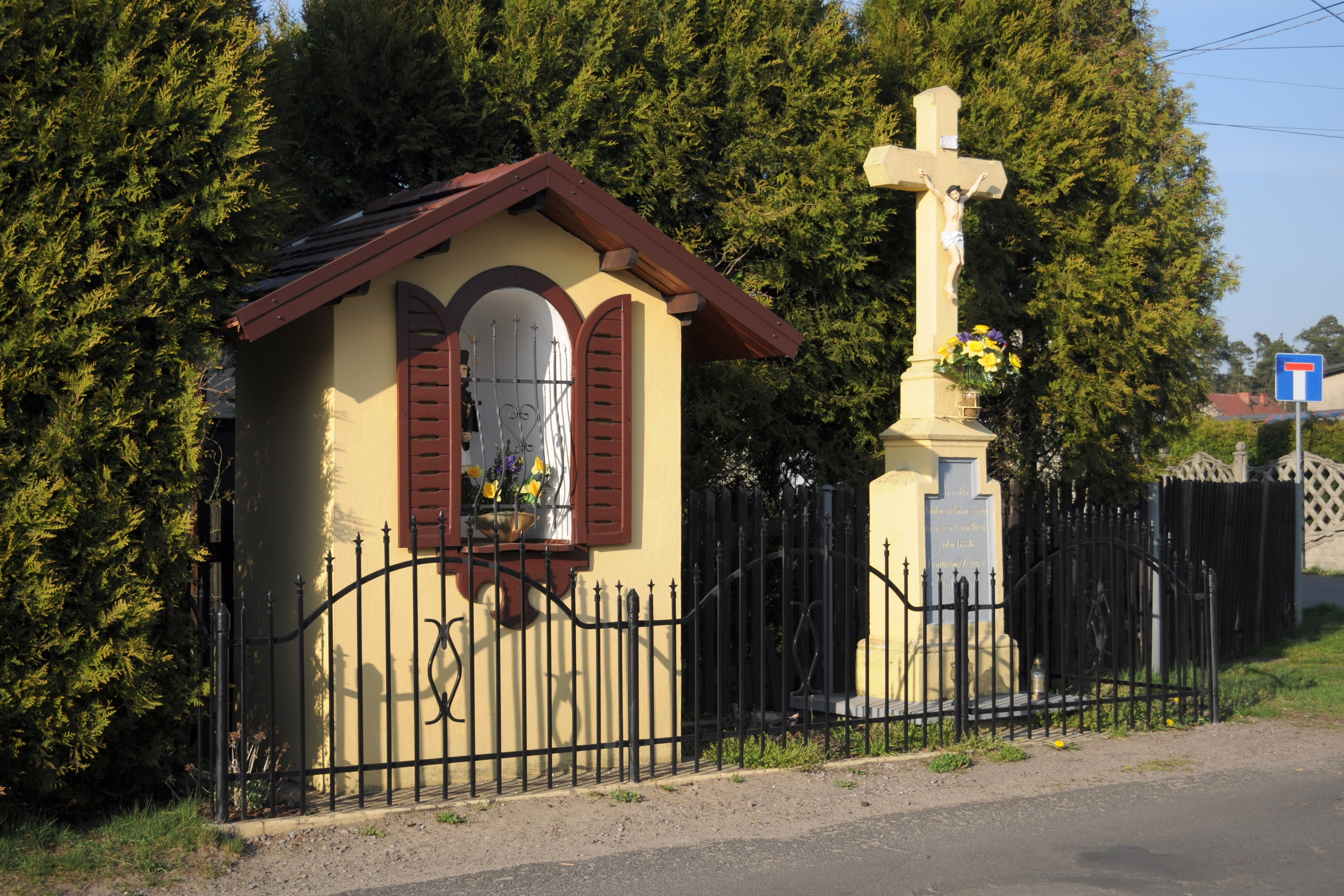
Bildstock und Wegkreuz

Boruszowice (deutsch Boruschowitz) ist eine Ortschaft in Oberschlesien. Sie liegt in der Gemeinde Tworóg (Tworog) im Powiat Tarnogórski (Kreis Tarnowitz) in der Woiwodschaft Schlesien.

## Geografie
Boruszowice liegt sechs Kilometer östlich vom Gemeindesitz Tworóg, elf Kilometer nordwestlich von der Kreisstadt Tarnowskie Góry (Tarnowitz) und 34 Kilometer nordwestlich von der Woiwodschaftshauptstadt Katowice (Kattowitz).
Durch den Ort fließen die Stoła (Stollenwasser) und die Graniczna Woda (Grenzwasser).

## Geschichte
Der Ort wurde im 18. Jahrhundert gegründet, 1736 wurde er als „Boruschowitz“ urkundlich erwähnt. 1828 zählte man etwa 70 Einwohner.
1865 bestand Boruschowitz aus einer Domäne und einem Dorf. Die Domäne bestehend aus dem Rittergut Boruschowitz gehörte dem Grafen Hugo Henckel von Donnersmark. Zur Gemeinde gehörten auch die Orte Salzcoctur, Wymislow und Tluczykont. Das Dorf hatte fünf Bauernhöfe, vier Gärtnerstellen und sechs Häuslerstellen. Die Kolonie Salzcoctur hatte sechs Wohnhäuser. Ferner gehörte Boruschowitz zur Parochie Groß Zyglin und war nach Piasetzna eingeschult. 1893 wurde östlich neben dem Dorf die Pulverfabrik Pniowitz errichtet, in der 500 Personen Arbeit fanden. Für die Arbeiter wurde eine Wohnsiedlung erbaut. 1904 wurde eine Schule eröffnet.
Bei der Volksabstimmung in Oberschlesien am 20. März 1921 stimmten 55 Wahlberechtigte für einen Verbleib bei Deutschland und 226 für Polen. Bis 1922 befand sich der Ort im Kreis Tarnowitz. Bei der Teilung Oberschlesiens 1922 kam der Ort an Polen. 1924 ist die Pulverfabrik eingegangen, daraufhin wurde in den Werkstätten eine Papierfabrik eingerichtet. 1931 hatte der Ort 777 Einwohner. Während der deutschen Besetzung von 1939 bis 1945 befand er sich im Landkreis Beuthen-Tarnowitz.
1945 kam der Ort wieder an Polen und wurde in Boruszowice umbenannt und der Woiwodschaft Schlesien angeschlossen. 1950 kam der Ort zur Woiwodschaft Kattowitz. 1999 kam der Ort zum wiedergegründeten Powiat Tarnogórski und zur neuen Woiwodschaft Schlesien.

## Sehenswürdigkeiten
- Katholische Kirche
- Bildstock und Wegkreuz
- Fabrikgebäude aus dem 19. Jahrhundert

## Wappen
Das Wappen bzw. Siegel zeigt ein Herz, das zu einem Teil von einem Schatten bedeckt ist.